# Kanton Gex
Kanton Gex (fr. Canton de Gex) je francouzský kanton v departementu Ain v regionu Rhône-Alpes. Skládá se ze sedmi obcí. Před reformou kantonů 2014 se skládal z 11 obcí.

## Obce kantonu
od roku 2015:
- Cessy
- Divonne-les-Bains
- Gex
- Grilly
- Sauverny
- Versonnex
- Vesancy

před rokem 2015:
- Cessy
- Chevry
- Crozet
- Divonne-les-Bains
- Échenevex
- Gex
- Grilly
- Lélex
- Mijoux
- Ségny
- Vesancy